# Roger Laurent
Roger Laurent (ur. 21 lutego 1913 w Liège, zm. 6 lutego 1997 w Uccle) – belgijski kierowca wyścigowy i motocyklowy, pięciokrotny motocyklowy mistrz Belgii, uczestnik dwóch Grand Prix Formuły 1.

## Życiorys
Urodzony w Liège, w latach 40. Laurent rozpoczął ściganie się motocyklami, zostając pięciokrotnie motocyklowym mistrzem Belgii. Pod koniec lat 40. dołączył do Écurie Francorchamps i ścigał się Veritasem RS, najlepiej spisując się w wyścigu w Chimay, gdzie zajął piąte miejsce. Tuż po tym wyścigu jego zespół nabył Talbota-Lago T26C, którym Laurent zajął siódme miejsce w Grand Prix Albi, ze stratą trzech okrążeń do zwycięskiego Maurice'a Trintignanta.
W 1952 roku wziął udział w wyścigu Eläintarhajot w Finlandii. Konkurencja w większości dysponowała niekonkurencyjnymi Fordami Specialami dostosowanymi do przepisów Formuły 2; w tych okolicznościach Laurent wygrał zawody z przewagą 0,1 sekundy nad drugim Erikiem Lundgrenem. Wkrótce później zespół nabył Ferrari 500, którym Laurent zadebiutował podczas Grand Prix Frontières. Z uwagi na fakt, że Écurie Francorchamps wystawiło na Grand Prix Belgii Ferrari dla Charlesa de Tornaco, Laurent ścigał się w tych zawodach HWM 52. Belg zakwalifikował się na 20 pozycji, a wyścig ukończył na 12 miejscu. Na Grand Prix Niemiec jego zespół udostępnił mu Ferrari 500, którym Laurent zakwalifikował się na 17 miejscu, a wyścig ukończył jako szósty z dwoma okrążeniami starty do pierwszego Alberto Ascariego.
W 1953 roku Laurent brał udział w kilku wyścigach niewliczanych do klasyfikacji Mistrzostw Świata: w Grand Prix Pau był ósmy, ale zajął drugie miejsce w zawodach Eläintarhajot oraz Grand Prix Frontières. W 1954 roku był czwarty w Grand Prix Syrakuz. Jednocześnie Laurent ścigał się samochodami sportowymi. W 1953 roku wraz z Charlesem de Tornaco zajął Jaguarem C-Type dziewiąte miejsce w wyścigu 24h Le Mans. W 1954 roku zajął trzecie miejsca w Grand Prix Holandii i 12h Reims, a także był czwarty w 24h Le Mans wraz z Jacquesem Swatersem.
W 1955 roku złamał nogę w wypadku w Bari, ale wrócił i ścigał się samochodami sportowymi w 1956 roku. W 1965 roku wziął udział w kilku wyścigach Formuły 3, zajmując czwarte miejsce w Trofeum Juana Jovera. Zmarł 6 lutego 1997 roku w Uccle w wieku 83 lat.

## Wyniki w Formule 1
| Legenda oznaczeń w tabelach wyników Wyświetl szablon na nowej stronie | Legenda oznaczeń w tabelach wyników Wyświetl szablon na nowej stronie                                                                     |
| Oznaczenie                                                            | Wyjaśnienie |
| --------------------------------------------------------------------- | --- |
| Złoty                                                                 | Zwycięzca lub mistrzostwo |
| Srebrny                                                               | 2. miejsce lub wicemistrzostwo |
| Brązowy                                                               | 3. miejsce lub II wicemistrzostwo |
| Zielony                                                               | Ukończył, punktował (w klasyfikacji generalnej, gdy zdobył co najmniej jeden punkt na przestrzeni sezonu, poza trzema powyższymi opcjami) |
| Niebieski                                                             | Ukończył, nie punktował (w klasyfikacji generalnej, gdy nie zdobył co najmniej jednego punktu na przestrzeni sezonu)                      |
| Czerwony                                                              | Nie zakwalifikował się (NZ) |
| Czerwony                                                              | Nie prekwalifikował się (NPK) |
| Różowy                                                                | Nie ukończył (NU) |
| Różowy                                                                | Niesklasyfikowany (NS) (w klasyfikacji generalnej, gdy nie został sklasyfikowany w żadnym wyścigu sezonu)                                 |
| Czarny                                                                | Zdyskwalifikowany (DK) |
| Czarny                                                                | Wykluczony (WYK/EX) |
| Biały                                                                 | Nie wystartował (NW) |
| Biały                                                                 | Kontuzjowany (K/INJ) |
| Biały                                                                 | Wyścig odwołany (OD/C) |
| Bez koloru                                                            | Został wycofany (WYC/WD) |
| Bez koloru                                                            | Nie przybył (NP/DNA) |
| Bez koloru                                                            | Nie brał udziału w treningach (NT/DNP) |
| Bez koloru                                                            | Nie został zgłoszony (–) |
| Pogrubienie                                                           | Start z pole position |
| Kursywa                                                               | Najszybsze okrążenie wyścigu |
| †                                                                     | Nie ukończył, ale jego rezultat został zaliczony ze względu na przejechanie więcej niż 90% dystansu wyścigu.                              |
| *                                                                     | Sezon w trakcie |
| 1/2/3                                                                 | Punktowana pozycja w sprincie kwalifikacyjnym                                                                                             |
| Lista systemów punktacji Formuły 1                                    | |

| Rok  | Zespół               | Samochód    | Silnik     | Wyniki w poszczególnych eliminacjach | Wyniki w poszczególnych eliminacjach | Wyniki w poszczególnych eliminacjach | Wyniki w poszczególnych eliminacjach | Wyniki w poszczególnych eliminacjach | Wyniki w poszczególnych eliminacjach | Wyniki w poszczególnych eliminacjach | Wyniki w poszczególnych eliminacjach | Msc. | Pkt. |
| ---- | -------------------- | ----------- | ---------- | ------------------------------------ | ------------------------------------ | ------------------------------------ | ------------------------------------ | ------------------------------------ | ------------------------------------ | ------------------------------------ | ------------------------------------ | ---- | ---- |
| 1952 |                      |             |            | CHE                                  | 500                                  | BEL                                  | FRA                                  | GBR                                  | DEU                                  | NLD                                  | ITA                                  | 23   | 0    |
| 1952 | HW Motors            | HWM 52      | Alta R4    | -                                    | -                                    | 12                                   | -                                    | -                                    |                                      |                                      |                                      | 23   | 0    |
| 1952 | Écurie Francorchamps | Ferrari 500 | Ferrari R4 |                                      |                                      |                                      |                                      |                                      | 6                                    | -                                    | -                                    | 23   | 0    |